# Fat Tony
Marion Anthony D'Amico[cita requerida] o Mariom Gordon Tony D'Amico, conocido como Fat Tony (también llamado en Hispanoamérica, y en algunos capítulos en España: Tony, el Gordo o Gordo Tony) fue el capo de la mafia de Springfield y encarna el estereotipo de jefe mafioso italoestadounidense. Su primera aparición en la serie fue en el episodio de la tercera temporada Bart the Murderer. En la versión original es interpretado por Joe Mantegna y en España ha sido doblado por Pablo Adán y Chema Lara.

## Papel enLos Simpson
Fat Tony hace la satirización del típico capo de la mafia que se ve en las películas: calculador, frío mentalmente, sin piedad por sus enemigos y con sumo respeto por el padrino. Se le ve esporádicamente en la serie, aunque con mayor frecuencia en las últimas temporadas. Siempre está acompañado de su primo Clemens y sus matones Legs, Louie y ocasionalmente por Johnny Labios-sellados, conocido en Latinoamérica como Johnny Bocacerrada. Cuando Tony apareció por primera vez en el episodio Bart the Murderer, se le conoció como William Williams.
Fat Tony ha estado detrás de varias de las empresas criminales que han tenido lugar en Springfield. Entre sus delitos se incluyen el juego ilegal, y el contrabando de alcohol. En el episodio The Twisted World of Marge Simpson, Homer Simpson solicitó los servicios de la mafia para expulsar a la competencia de su esposa Marge en la venta de Pretzels. Tony sobornó al alcalde Joe Quimby en el episodio Mayored to the Mob para poder comerciar con leche de rata (lo cual enfureció al alcalde que creyó que Tony la obtenía de perros). En el episodio Homer vs. The Eighteenth Amendment se ve a Tony contrabandeando alcohol en una parodia de Al Capone.
Su hijo Michael D'Amico aparece por primera vez en The Mook, the Chef, the Wife and Her Homer, pero ya había sido mencionado por Marge en el episodio The Seven-Beer Snitch, afirmando que ella lo llevaba a la escuela. Más tarde en The Mook, the Chef, the Wife and Her Homer, se menciona que a su esposa la mataron por causas naturales.
En el noveno capítulo de la vigésimo segunda temporada (Donnie Fatso), el gordo Tony muere a causa de un paro cardiaco, causado por una traición de Homer. Es inmediatamente reemplazado por su primo Tony El Flaco (Fit Tony) que es idéntico a él, pero atlético. Este aumenta de peso al hacerse cargo de la mafia en Springfield, y se deja entender que todo seguirá igual que antes.

## Personaje

### Desarrollo
Fat Tony apareció por primera vez en el episodio de la tercera temporada Bart the Murderer. Los guionistas de la serie habían concebido este personaje y el episodio antes del estreno de la película Goodfellas, que tiene un argumento similar al episodio. Sin embargo, tras el estreno de la misma, los guionistas incorporaron referencias a la película en tal episodio. Fat Tony está basado en Paul Sorvino, que interpreta el papel de Paul "Paulie" Cicero en la película. El aspecto de Louie, uno de sus cómplices, estaba basado en Joe Pesci, que interpretaba a Tommy DeVito.

### Voz y doblaje
Inicialmente los guionistas querían que la voz de Fat Tony se la diera Sheldon Leonard pero al no poder contar con él, decidieron que su voz fuera aportada por Joe Mantegna. La interpretación de la voz de Fat Tony es el papel de mayor duración de Mantegna. Mantegna comentó "me siento honrado de que me pidieran hacer la voz. El hecho de que la vuelvan a usar y sigan escribiendo para el personaje, es muy satisfactorio". Insistió a los productores para que "no dejaran que nadie hiciera su voz". Sin embargo, Phil Hartman sustituyó a Mantegna interpretando a Fat Tony en el episodio A Fish Called Selma. Mantegna interpretó la voz de Fat Tony en una escena de Los Simpson: la película que casi fue cortada. En el doblaje de España, la voz de Fat Tony ha sido realizada por Pablo Adán y Chema Lara, en sustitución del anterior.

## Recepción
El sitio web de internet IGN ha incluido al personaje Fat Tony en su lista de 2006 de los "25 Primeros personajes secundarios de Los Simpson". Star News Online incluyó a Joe Mantegna como una de las "400 razones por las que nos gustan Los Simpson". En 2007, Adam Finley de TV Squad mencionó a Mantegna como una de las cinco mejores estrellas invitadas de Los Simpson y la revista Vanity Fair clasificó a Bart the murderer como el octavo mejor episodio de la serie, afirmando "este episodio hace un corte debido a la sátira inspirada en la mafia". La compañía Playmates Toys fabricó muñecos de acción de Fat Tony como parte de la línea de juguetes World of Springfield.